# MA - Cry of Silence
MA - Cry of Silence (in birmano မ) è un film del 2024 diretto da The Maw Naing.
Il film si ispira alle proteste sindacali birmane delle lavoratrici del 2012.

## Trama
La giovanissima Mi Thet ha lasciato la campagna per lavorare in una fabbrica tessile dove le ragazze impiegate sono vessate, in qualche caso molestate, e pagate a singhiozzo.
Per spedire qualcosa a casa, Mi Thet fatica persino a pagarsi il vitto mentre il modestissimo alloggio è diviso con altre due ragazze che vivono esperienze lavorative altrettanto oppressive e non prive di violenza.
Non venendo pagate da due mesi, su iniziativa della combattiva Nyein Nyein, viene organizzato e quindi realizzato uno sciopero. Molte operaie non aderiscono, e la stessa Mi Thet teme di perdere quel poco che aveva conquistato, ma alla fine si unisce all'amica e forma un bel gruppo che per diversi giorni picchetta la fabbrica rivendicando i compensi in arretrato.
Col passare dei giorni la tensione cresce e Mi Thet, assalita dai dubbi, pur non andando a lavorare, non partecipa più ai picchetti. Nella baraccopoli in cui alloggia avvicina allora U Tun, un uomo senza lavoro e spesso ubriaco, che le dà da leggere un libro. Mi Thet si informa così dei suoi diritti e viene a sapere che U Tun partecipò alle proteste del 1988 contro il regime del tempo, uscendo vivo per miracolo dalla repressione nel sangue che ne seguì.
Motivata da quanto appreso, affianca con convinzione Nyein Nyein e le altre scioperanti, che rinunciano ad un accordo parziale e chiedono di essere sentite dal padrone, ma la protesta termina nel sangue.

## Distribuzione
Il film è stato presentato in numerosi festival cinematografici asiatici come il Busan International Film Festival, dove venne proiettato il 4 ottobre 2024.